# دانشگاه پی‌اس‌ال
دانشگاه PSL، با عنوان کامل Université Paris Sciences et Lettres، به معنای دانشگاه علوم و ادبیات پاریس، یک دانشگاه شامل مراکز پژوهشی و آموزشی در فرانسه است. این دانشگاه در سال ۲۰۱۰ تأسیس شد و ۱۰ همکار دارد که از سوی ۳ بنیاد ملی و پژوهشی در فرانسه حمایت می‌شود.

## رتبه‌بندی
در رتبه‌بندی دانشگاه‌های جهان QS در سال ۲۰۲۰ دانشگاه PSL در رده ۵۳ دنیا و اول فرانسه قرار گرفته‌است.همچنین در رتبه‌بندی مؤسسه تایمز در سال ۲۰۲۰ این دانشگاه رتبه ۴۵ را در بین دانشگاه‌های جهان از آن خود کرده‌است.